# باشگاه فوتبال باریرنسه
باشگاه فوتبال باریرنسه (به پرتغالی: Futebol Clube Barreirense) یک باشگاه ورزشی واقع در پرتغال است که در ۱۱ آوریل ۱۹۱۱ تأسیس شد. ورزش‌های اصلی که این باشگاه در آنها صاحب نام می‌باشد، فوتبال و بسکتبال است. این باشگاه در هر دو رشته ورزشی، نماینده پرتغال در رقابت‌های اروپایی بوده‌است. در رشته بسکتبال، این باشگاه تاکنون موفق به کسب ۲ قهرمانی کشوری و ۶ جام در پرتغال شده‌است. این باشگاه همچنین دارای رشته‌های شطرنج، ژیمناستیک و کیک بوکسینگ می‌باشد.

## فوتبال
این باشگاه فوتبال هفت بار قهرمان دسته دوم پرتغال شده‌است. در فصل ۷۰–۱۹۶۹، باریرنسه به بالاترین جایگاه تاریخ خود در لیگ برتر پرتغال دست یافت و به مقام چهارم رسید.

### افتخارات
- سگوندا لیگا: (۷)
  - ۱۹۴۲–۴۳، ۱۹۵۰–۵۱، ۱۹۵۹–۶۰، ۱۹۶۱–۶۲، ۱۹۶۶–۶۷، ۱۹۶۸–۶۹، ۲۰۰۴–۰۵
- "FPF" Cup (Segunda Divisão): 1
  - ۱۹۷۶–۷۷
- Taça Ribeiro dos Reis: 1
  - ۱۹۶۷–۶۸
- جام حذفی فوتبال پرتغال: نایب قهرمان (۲)
  - ۱۹۲۹–۳۰، ۱۹۳۳–۳۴

### اروپا
| اینتر-سیتیز فیرز کاپ ۱۹۷۰–۷۱ - دور اول | اینتر-سیتیز فیرز کاپ ۱۹۷۰–۷۱ - دور اول | اینتر-سیتیز فیرز کاپ ۱۹۷۰–۷۱ - دور اول | اینتر-سیتیز فیرز کاپ ۱۹۷۰–۷۱ - دور اول | اینتر-سیتیز فیرز کاپ ۱۹۷۰–۷۱ - دور اول |
| تاریخ                                  | میزبان                                 | نتیجه                                  | مهمان                                  | شهر                                    |
| -------------------------------------- | -------------------------------------- | -------------------------------------- | -------------------------------------- | -------------------------------------- |
| ۱۹۷۰/۰۹/۱۶                             | باریرنسه                               | ۲–۰                                    | دینامو زاگرب                           | باریرو                                 |
| ۳۰/۰۹/۱۹۷۰                             | دینامو زاگرب                           | ۶–۱                                    | باریرنسه                               | زاگرب                                  |